# 剧场效应

一个歌剧院的内景

剧场效应是中国大陆的一个网络迷因。部分观点称，这个概念是由卢梭提出，概念是指十八世纪的巴黎就像一个大剧场，每个巴黎人既是观众，又是演员，他们在不知不觉中完成了自我异化。这一概念提出后，很多领域中都有涉及，并有不同的解释:259。

## 解释
- 涉及经济学概念时：若剧场失火，每个人会为了个人利益最大化而选择快速离开，导致人们都堵在门口，从而导致集体性的悲剧。其寓意是个人追求利益最大化，造成了集体利益的损失，最后导致集体的悲剧。[1]:259
- 在经济学和社会学中：在剧场中若有人站起，且不再坐下，后排的人将不得不跟着站起来观看演出，最后所有人可能都会站起来，甚至有些人还会站在椅子上。结果，破坏秩序的人没有得到持久的收益，而遵守秩序的人则是受害者。在这种情况下，人们付出的体力成本更大，但观剧效果并未改善。[1]:259[2]
- 在心理学上：由于人们的感情与意识容易被带入剧情之中，且观众相互感染，从而导致感情趋于一致的现象。[3]:103

## 在营销中
在推销过程中，如果营销员当众进行产品演示，边演示边解说，能够渲染情景氛围，直接作用于潜在顾客的感性思维，让顾客采取决策步骤。:102–104

## 在教育中
剧场效应在中国教育中表现为同伴影响，意思是人们的行为在很大程度上会受到其同类或同伴的影响，反映为学生群体内部进行相互比较和参照。这种效应对于中国教育的竞争白热化和内卷化现象有较强解释力，常被用于解释中国教育的过度竞争现象。目前，中国学生竞相参与校外培训就是典型的剧场效应:41。这种效应在班级内更加明显，班级或学校同伴影子教育参与率越高，学生个体参与影子教育的概率越大；同时，其在不同社会经济地位及城乡家庭之间影响程度不同，对家庭社会经济地位中等或城市中的学生影响更大。剧场效应的具体表现为：少数老师主动办班为学生补课，没有得到及时制止，使自己班级的学生成绩超过其他班级，在系统内获得奖励和肯定，从而引发了示范作用，其他老师也相继跟进，超额工作、加班补课被视为本分:259–260。
剧场效应会形成恶性循环，对学校、社会以及家庭产生不良影响，会削弱学校育人功能，维持社会不平等代际传递，并且增加家庭经济压力。其导致教育竞争进一步加剧，出现“鸡娃”“海淀妈妈”等畸形教育产物，家长和学生之间在相互博弈后陷入囚徒困境，学生的学业负担不断加重，违背了教育本质和规律。在竞争的过程中，每个人寻求自身利益的最大化，结果可能导致集体受损。
剧场效应形成的关键因素在于政府等管理者的失职。当政府缺乏对校外补习市场的有力监管时，校外补习机构为了巨大收益，必然会进行泛滥和过度宣传，以制造紧张的氛围。同时，目前中国基础教育的服务质量没有达到公众的要求，以及中国现行教育系统的竞争性评价体系片面追求学校的升学率和学生的学业成绩，都是剧场效应形成的主要原因。